# Iperplasia focale nodulare

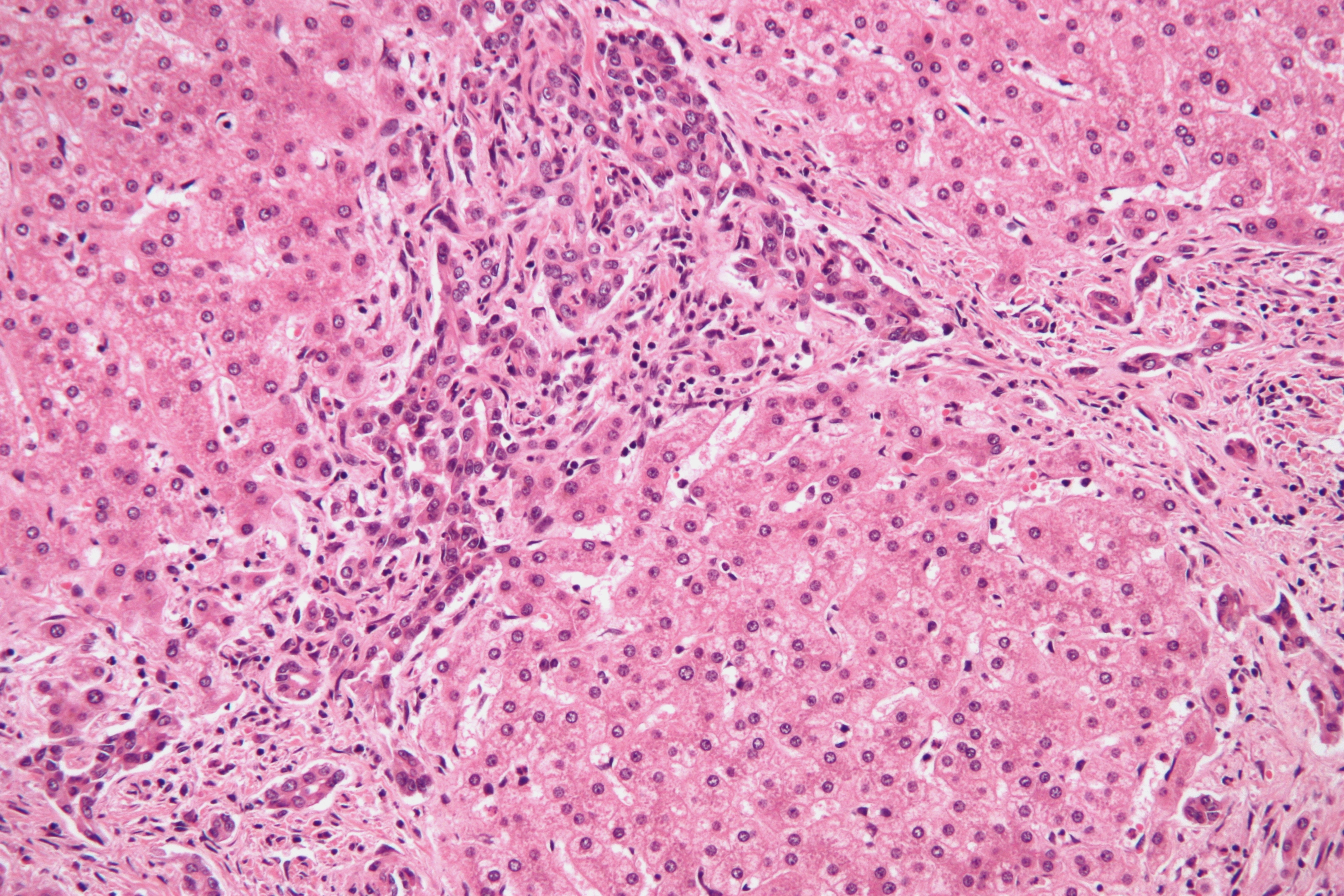
Micrografia ad alto ingrandimento dell'iperplasia focale nodulare del fegato. Colorazione EE.

L'iperplasia nodulare focale, anche chiamata iperplasia nodosa focale (dall'inglese "focal nodular hyperplasia") è un tumore benigno del fegato.

## Epidemiologia e storia
Il termine è stato coniato da Edmonson nel 1958.
Si tratta del secondo tumore benigno più frequente del fegato dopo l'angioma epatico e rappresenta l'8% di tutti i tumori primari del fegato. La sua incidenza nella popolazione è stata stimata al 0,9 – 3.0%. Fino alla metà degli anni '80, questo tumore è stato diagnosticato con una frequenza simile a quella dell'adenoma epatico, ma dal 1989 c'è stato un significativo aumento che non sembra essere collegato alle innovazioni in campo diagnostico.
Colpisce più le donne (82 - 91% dei casi) che gli uomini (rapporto donne/uomini 8:1). Circa il 20% dei casi si presenta con tumori multipli. Negli uomini la diagnosi viene generalmente fatta più tardi, le lesioni sono più piccole, ma mostrano atipie morfologiche più severe. Per tale motivo il trattamento prevalentemente utilizzato negli uomini è di tipo chirurgico.

## Eziologia
Non vi sono dati inequivocabili sulla causa di questo tipo di neoplasia e sono state fatte ipotesi diverse. Per anni è stato collegato all'assunzione di contraccettivi orali, infatti le pazienti in trattamento con questi farmaci possono sviluppare, in caso di iperplasia focale nodulare, infarcimento emorragico, e quindi presentare sintomi associati. Oggi viene per lo più considerato come una reazione iperplastica alla presenza di una malformazione vascolare localizzata (congenita o acquisita).
Si ipotizza inoltre che l'iperplasia compensatoria delle cellule epatiche è sia innescata da una distribuzione alterata del sangue ossigenato nel parenchima epatico, che porta alla formazione iniziale del nucleo di sviluppo del nodulo FNH. A sostegno di questa teoria, si è osservato che la proliferazione dei dotti biliari nei noduli di FNH è una risposta tardiva ma persistente all'ischemia nel fegato.

## Anatomia patologica
L'iperplasia nodulare focale si sviluppa all'interno di un parenchima epatico istologicamente normale. Macroscopicamente, è caratterizzata da una cicatrice centrale depressa di colore grigio-biancastro, presente nel 50% dei casi, con setti fibrosi che si irradiano verso la periferia della lesione. Il nodulo non presenta una capsula, ha margini ben definiti, talvolta lobulati, e può essere peduncolato (nel 5 – 20% dei casi). Oltre alla cicatrice centrale, l'80% dei casi presenta pseudolobuli multipli con aree fibrovascolari e duttulari.
Istologicamente, contiene tutti i tipi cellulari del normale parenchima epatico, ma con un'organizzazione strutturale anomala. Le cellule epatiche mostrano un aumento del contenuto di trigliceridi e glicogeno, e sono disposte in aggregati sferici. La proliferazione dei dotti biliari è abbondante ma non connessa all'albero biliare, ed è circondata da un infiltrato infiammatorio intenso. Inoltre, la matrice extracellulare è simile a quella dei tratti portali e presenta depositi di vitronectina, indicativi di disturbi vascolari locali..
In alcune zone del nodulo possono essere presenti degenerazione grassa, formazione di bile, corpi di Mallory e depositi di rame. Studi recenti indicano che le cellule della FNH sono policlonali, suggerendo che la lesione sia di natura reattiva piuttosto che neoplastica. In circa l'1 - 2% dei casi è presente calcificazione.
Le caratteristiche vascolari dell'iperplasia nodulare focale giocano un ruolo primario nella diagnosi. La lesione presenta un'arteria nutritiva ipertrofica che si sviluppa centripetamente, terminando nella cicatrice centrale, con ramificazioni che si irradiano attraverso i setti fibrosi. Le pareti delle arterie sono ispessite a causa dell'iperplasia fibromuscolare dell'intima, che può causare restringimenti concentrici o eccentrici del lume. Inoltre, si osserva una capillarizzazione dei sinusoidi, oltre all'assenza di vasi portali e vene epatiche centrali. La rete arteriosa e capillare non comunica con la circolazione portale, e il drenaggio del sangue nodulare avviene direttamente nelle venule epatiche, con un variabile grado di shunt arterovenoso.
Esiste una forma telangiectasica, considerata una variante istologica, che rappresenta il 9,5–19% dei casi. La principale differenza rispetto alla forma classica è l'ipertrofia della tunica media delle arterie, senza proliferazione dell'intima. Nel 10–20% dei casi, la presentazione è atipica: queste forme raramente presentano una cicatrice fibrosa e possono contenere zone di iperplasia, modificazioni adenomatose e persino displasia delle cellule di grande dimensione.

## Clinica

### Segni e sintomi
È generalmente asintomatica, ma nei pazienti con noduli di grandi dimensioni può causare dolore addominale vago e aspecifico, dispepsia, sensazione di pienezza o fastidio epigastrico. I test di funzionalità epatica risultano normalmente nei limiti, così come i livelli di α-fetoproteina, mentre in circa il 50% dei casi si riscontrano lievi aumenti della γGT.
Sono stati documentati casi di regressione spontanea dei noduli. In uno studio ecografico condotto in Italia, 1 paziente su 16 ha mostrato una regressione spontanea, mentre un altro studio di follow-up con TC e RM su 18 noduli ha evidenziato che 10 sono regrediti spontaneamente, 6 sono rimasti stabili e 2 hanno sono aumentati di volume.
I noduli non tendono alla trasformazione maligna, ma possono causare emorragia intralesionale (2–3% dei casi), un evento più comune nell'adenoma epatico. L'ostruzione della vena epatica è ancora più rara, e in un caso è stata riportata un'associazione con la sindrome di Kasabach-Merritt, caratterizzata da trombocitopenia, anemia emolitica e coagulazione intravascolare disseminata.

### Esami di laboratorio e strumentali

#### Ecografia B-mode
L'aspetto è variabile e aspecifico. Nel 75–80% dei casi, la lesione appare isocogena o lievemente ipocogena rispetto al parenchima epatico circostante. I noduli iperecogeni sono meno comuni. Con l'aumento delle dimensioni del nodulo, la sua ecostruttura diventa più disomogenea. In alcuni casi, si può osservare un profilo lobulato, con margini ben definiti o poco chiari. Alcuni noduli presentano un alone ipocogeno, che rappresenta tessuti perilesionali compressi dalla lesione. Questo alone è più evidente quando il parenchima epatico è steatosico. La cicatrice centrale risulta visibile solo in una percentuale limitata di casi (19–47%), appare lievemente iperecogena nelle scansioni B-mode.

#### Color e power Doppler
Forniscono dati utili per la diagnosi nel 65–70% dei casi, ma in circa un terzo delle situazioni non riescono a evidenziare il tipico pattern stellato o a ruota di carro delle arterie intralesionali. L'arteria centrale ipertrofica si sviluppa centripetamente, aumentando di calibro con l'aumento dell'afflusso sanguigno. L'ipertrofia dell'arteria epatica, in rari casi, può essere osservata con un aspetto tortuoso e a spirale, simile a quello dell'arteria nutritiva del nodulo. L'analisi spettrale, nella maggior parte dei casi, rivela segnali arteriosi dentro e intorno al nodulo. Il flusso attraverso l'arteria centrale è pulsatile, con alta frequenza sistolica (>1 kHz) e bassa impedenza (indice di resistenza < 0,65, tipicamente tra 0,50 – 0,55).
L'indice di resistenza dei noduli è generalmente inferiore a 0,70, mentre nelle lesioni maligne, come il carcinoma epatocellulare o le metastasi epatiche, è maggiore. In rari casi, l'analisi spettrale può rivelare un flusso venoso continuo, che complica la diagnosi differenziale, poiché è tipico dell'adenoma epatico. Tuttavia, i noduli FNH spesso mostrano grandi vasi venosi periferici lungo i margini.
L'uso recente di mezzi di contrasto ecografici ha migliorato significativamente la caratterizzazione sonografica dei noduli di iperplasia nodulare focale. Uno studio su 61 lesioni focali ha valutato l'efficacia del Levovist®, un agente di contrasto di prima generazione, nel migliorare la sensibilità del power Doppler per identificare il pattern vascolare tipico della FNH. L'arteriola nutritiva è stata identificata nel 98% dei casi con contrasto, rispetto all'85% senza contrasto.  Il miglioramento è stato particolarmente evidente nei noduli situati nel lobo sinistro, dove gli artefatti da movimento sono più problematici. Dopo l'iniezione del contrasto, i noduli mostrano enhancement omogeneo e captazione costante in fase tardiva, caratteristiche che li distinguono dai tumori maligni. Questo approccio ha dimostrato una sensibilità dell'83% e una specificità del 98% nella diagnosi di FNH.

#### Risonanza magnetica
La risonanza magnetica è considerata il metodo di imaging preferito per lo studio dell'FNH, soprattutto per distinguerla dagli adenomi epatici. Il 94–100% dei noduli appare isointenso o ipointenso nelle immagini T1, mentre nelle immagini T2 i noduli sono isointensi o lievemente iperintensi rispetto al parenchima epatico circostante. L'isointensità del nodulo prima della somministrazione del mezzo di contrasto riflette la presenza di epatociti strutturalmente normali, aiutando a differenziarlo da altre lesioni focali. Anche quando il nodulo appare ipointenso, la differenza con il parenchima circostante è minima.
La cicatrice centrale risulta visibile nel 50–70% dei noduli di dimensioni medio-grandi, ma meno frequente nei noduli <3 cm. Risulta inoltre ipointensa in T1 e iperintensa in T2, a causa della presenza di vasi sanguigni, dotti biliari e fenomeni edematosi. Se si utilizza il gadolinio il nodulo mostra un enhancement intenso e uniforme nella fase arteriosa, seguito da isointensità nella fase tardiva per la persistenza del mezzo di contrasto nel tessuto mesenchimale.

#### Tomografia computerizzata
La tomografia computerizzata è un'alternativa valida alla risonanza magnetica per la valutazione dell'FNH. Prima della somministrazione del contrasto i noduli FNH appaiono isodensi o lievemente ipodensi rispetto al parenchima epatico circostante, mentre La cicatrice centrale risulta visibile in circa un terzo dei casi e appare ipodensa.
Dopo la somministrazione del contrasto, nella fase arteriosa precoce (20-30 s) il nodulo mostra un enhancement rapido e transitorio. Nella fase portale (70–90 s) il nodulo diventa isodenso e nella fase parenchimale tardiva (fino a 5 min) il nodulo rimane isodenso. In fase tardiva la cicatrice centrale può diventare iperdensa, a causa del wash-out lento del mezzo di contrasto dal tessuto mixomatoso della cicatrice.

### Diagnosi differenziale
La diagnosi di FNH si basa principalmente sulla visualizzazione della cicatrice centrale negli studi di imaging. Tuttavia, questa caratteristica può essere presente anche in altre patologie epatiche, come il carcinoma epatocellulare fibrolamellare, l'adenoma epatico e il colangiocarcinoma intraepatico. Un elemento chiave per la diagnosi è il pattern vascolare a ruota di carro, caratterizzato da flusso arterioso a bassa resistenza e alta velocità di picco. Tuttavia, nei noduli <4 cm, questa caratteristica può essere difficile da documentare, rendendo la diagnosi più complessa.
L'adenoma epatico ha un rischio significativo di rottura spontanea, con possibile emorragia intratumorale o emoperitoneo. Gli adenomi possono anche subire trasformazione maligna, mentre la FNH non ha tendenza alla degenerazione neoplastica. La biopsia con ago sottile guidata da ecografia ha un'accuratezza diagnostica del 94,7%, ma può essere inconcludente se il campione raccolto è insufficiente. La citologia da sola potrebbe non distinguere la FNH da un carcinoma epatocellulare ben differenziato o da un adenoma. Nei casi atipici, privi di cicatrice centrale o di altri segni tipici, l'analisi istologica del campione bioptico è la soluzione migliore.

## Trattamento
L'INF è una lesione benigna, quindi non richiede alcun tipo di trattamento; il vero problema sono i casi dubbi, in questo caso deve essere completata la caratterizzazione istologica (tramite FNAB) al fine di escludere con sicurezza la presenza di una lesione maligna.
Può essere necessaria una resezione dell'INF quando si manifestano sintomi, o quando c'è un aumento delle dimensioni in un breve periodo.